# Southern rock
Southern rock – styl w amerykańskiej muzyce rockowej.
Ten styl w muzyce rockowej odnosi się do południa USA, głównie stanów historycznie związanych z Konfederacją oraz Teksasu i  Kalifornii. Wywodzi się z rock and rolla, country i bluesa. Charakteryzuje się tradycyjnym przywiązaniem do bluesowych źródeł, rzewnością, charakterystyczną swobodą w interpretacji oraz improwizacją, a w sferze tekstowej często lokalnym patriotyzmem i przywiązaniem do regionu i południowej tradycji. Skupia się głównie na gitarach elektrycznych i wokalu.

## Zespoły południowego rocka
- The Allman Brothers Band
- Alabama
- Black Label Society
- Black Stone Cherry
- Blackfoot
- Blackberry Smoke
- Brand New Sin
- Clutch
- Creedence Clearwater Revival
- Damageplan
- Dixie Dregs
- Down
- Gov't Mule
- Grateful Dead
- Hellyeah
- Lynyrd Skynyrd
- Maylene and the Sons of Disaster
- Molly Hatchet
- Mountain
- Nashville Pussy
- Rebel Meets Rebel
- Seemless
- The Band
- Theory of a Deadman
- ZZ Top